# 李弼雨
李弼雨（韓語：이필우；1897年11月27日—1978年10月20日），朝鲜半岛最早期的摄影师、电影技术的开拓者，被誉为“韩国电影技术之父” :126-127:79。1920年代，李弼雨在李基世导演的《知己》（1920年）、《长恨歌》（1922年）两部连锁剧中担任摄影，成为韩国和朝鲜半岛电影史上的首位本土摄影师:36-37:37。1935年，他与弟弟李明雨合作拍摄了韩国和朝鲜半岛首部有声电影《春香传》:80。此外，他还在1924年担任了首部包括资金、技术、人员完全由朝鲜人制作的电影《蔷花莲花传》中担任摄影:127。

## 生平
李弼雨是钟表店老板的儿子。他从小就经常摆弄幻灯机 :53。1920年代，李弼雨在李基世导演的《知己》（1920年）、《长恨歌》（1922年）两部连锁剧中担任摄影，成为韩国和朝鲜半岛电影史上的首位本土摄影师:36-37:37。1924年，他与团成社老板朴承弼合作，制作了完全由朝鲜人制作的《蔷花莲花传》:127。成为朝鲜半岛默片时代的著名摄影师后，他还培养了包括他弟弟李明雨在内的诸多后续者:53。1925年，李弼雨创立了自己的独立电影公司“半岛电影社”。1926年初，半岛电影社将鲁寿铉在《朝鲜日报》的连载漫画改编成电影《愚者》。这是李弼雨制作、编剧、导演、摄影的第一部喜剧电影。不过，该片的艺术性和票房都很不尽人意:77:74。1927年，他一人分饰四角，完成了《红恋悲恋》:127。
1931年，他先后去中国和日本考察。当时日本松竹电影公司（Shochiku Film Company）模仿美国RCA系统开发出了土桥系统（Tsuchihashi System），并制作了日本首部有声电影《夫人与老婆》（Madamne and Wife, 1931年，五所平之助）。李弼雨与日本松竹电影公司签署了技术合作协议。为筹集资金，他改造了默片放映机，并从日本进口了德国影片《M》(1931年，弗里茨*朗格)。由于语言上的障碍，《M》当时的票房收入很失败。不过，在此之后，朝鲜半岛有声片的进口急剧增加，放映有声片的设备也迅速扩增。:79-80
1934年，李弼雨再次从日本购进土桥录音设备，并交给其弟李明雨使用。1935年，兄弟两人合作拍摄了朝鲜半岛首部有声电影《春香传》。影片由李明雨导演，李弼雨兼任摄影、录音和洗印。该片台词很少，由于经费问题，还舍弃了混音。大多数电影评论家认为“《春香传》和外国有声片相比，相当幼稚”，但当时的民众为了目睹说母语的电影还是聚集到了电影院。:80
《春香传》的成功，使当时朝鲜半岛电影公司竞争变的日趋激烈。1936年，有一半的电影公司在制作有声电影，其中包括朝鲜半岛最早的音乐片《朝鲜之歌》（Songs of Chosun，1936年，金尚镇）、根据默片时期的力作《阿里郎》（1926年，罗云奎）发展而来的《阿里郎3》（1936年，罗云奎）。:80
韩国独立后，李弼雨成为政府电影制片厂的负责人，被称为“韩国电影技术之父”:53。